# Ноель Ізраель Хохар

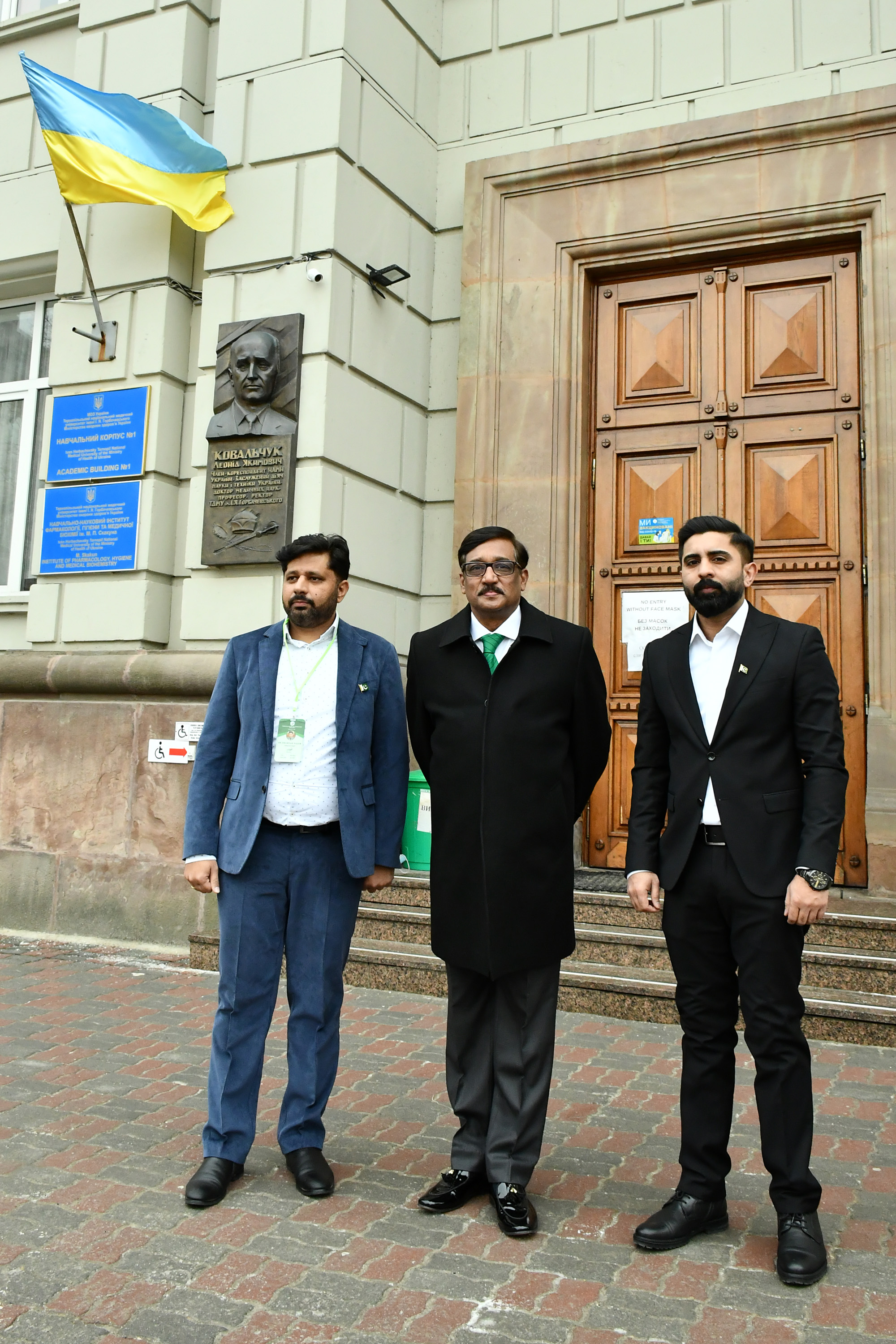
Візит Надзвичайного і Повноважного Посла Пакистану в Україні Ноеля Ізраеля Хохара до Тернопільського національного медичного університету імені І. Я. Горбачевського.

Ноель Ізраель Хохар (Noel Israel Khokhar) — пакистанський військовий та дипломат. Генерал-майор. Надзвичайний і Повноважний Посол Пакистану в Україні (з 2020 по 2022 рік).

## Життєпис
Народився в місті Лахор, Пакистан. Навчався в середній школі Святого Антонія (Лахор) і християнському коледжі Формана. У 1976 році вступив на військову службу до армії Пакистану, а в 1980 році був прийнятий в артилерійську частину. Він служив на різних командних і штабних посадах, а також в Організації Об'єднаних Націй. Він також був інструктором в Пакистанській військовій академії, Какулія, Командно-штабному коледжі в Кветті і в Національному університеті оборони в Ісламабаді. Випускник міжвоєнний оборонного коледжу в Парижі, Франція та Королівського коледжу оборонних досліджень Великої Британії. Має ступінь магістра Ісламабадського університету Каїди і Азам і Королівського коледжу Лондона, а також докторський ступінь в галузі міжнародних відносин.
9 травня 2009 року Рада з просування армії в Равалпінді присвоїла бригадному генералу Хохару звання генерал-майора. Відповідно до прес-релізу Inter Services зі зв'язків з громадськістю від 6 вересня 2010 року, Хохар був головнокомандувачем у 2010 році. У 2011 році генерал-майор Хохар командував 23-й дивізією. Він також був головним інструктором відділу А в Національному університеті оборони в Ісламабаді. У 2011 році він також входив до складу редакційної ради журналу National Defense University Journal в Ісламабаді.
З грудня 2020 рр. — Надзвичайний і Повноважний Посол Пакистану в Україні.
11 грудня 2020 року вручив вірчі грамоти Президенту України Володимиру Зеленському.

## Нагороди та відзнаки
- Хілал-і-Імтіаз (Hilaal-е-Imtiyaaz) (2011).